# ノーディスカ・コンパニー
ノーディスカ・コンパニー（Nordiska Kompaniet、口語でNK：エヌコー。意味は北欧会社）は、ヨーテボリとストックホルムに2店舗を持つスウェーデンのデパートである。
ストックホルムの店舗には毎年1,200万人、ヨーテボリの店舗には毎年300万人買い物客が訪れ、2つの店舗で合計約1,200名の従業員が働いている。商標と2つの店舗の不動産は（Hufvudstaden AB）が所有しており、（LE Lundbergföretagen AB publ、フレドリク・ルンドベリ：Fredrik Lundbergを参照）が支配している。
スウェーデンのアンナ・リンド外務大臣が2003年9月10日にNKのストックホルム店内で暗殺されている。

## 歴史
NKはストックホルムで1902年にK.M. ルンドベリ（K.M. Lundberg）とヨーゼフ・レヤ（Joseph Leja）の2つの企業の合併により誕生した。この合併の責任者であったヨーゼフ・ザックス（Josef Sachs、1872年 - 1949年）はパリやロンドンにある百貨店と同じ水準のサービスを提供できる店舗の設立を望んでいた。
1915年9月21日に百貨店専用に設計、建築されたビルがストックホルムのクングストラドガルデン公園と道を挟んだハムンガタン（Hamngatan）に建てられた。この建物はスウェーデンのアール・ヌーヴォー 建築家のフェルディナンド・ボーベリ（Ferdinand Boberg）が設計した。ボーベリはアメリカ合衆国の百貨店店舗の影響を受けており、内部構造には鉄骨構造と外壁表面には花崗岩を使用した。イーヴァル・クルーガーの会社クルーガー&トール（Kreuger & Toll）が実際の建築を請け負った。
1939年頃にNKはストックホルムの古い電話線塔に直径7 mの円形ネオンサインを設置した。電話線は約30年来地下ケーブルに置き換えられており、電話線塔は電話会社から商業利用のために貸し出されていた。L M　エリクソン社により製作されたネオンサインは、片側が緑色のNKのロゴで反対側が赤色の時計になっていた。これは4トンの重量があり、毎分4回の割合で回転した。1952年に塔の下の建物が火災にあい鋼鉄製の塔は酷く損傷したが、ネオンサインは火災の影響を受けず1954年からはNKの建物の屋上に設置された地上から87 mの高さにある特製の塔に取り付けられた。

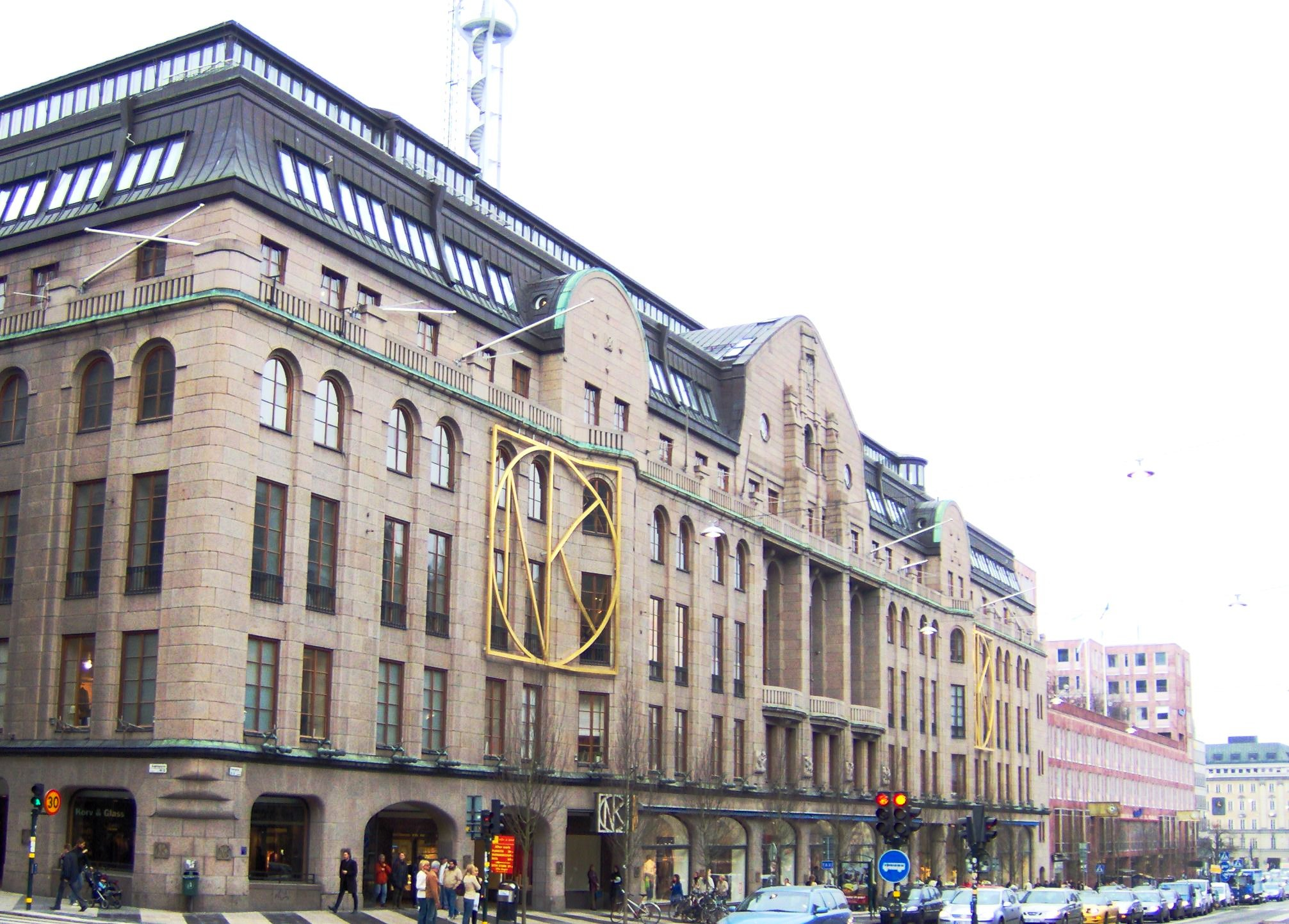
NK ストックホルム店

NKの建物は1961-63年にかけて建築家のハンス・アスプルンド（Hans Asplund）によりノルランドガタン（Norrlandsgatan）の正面玄関が増築された。増築された敷地は以前は古いストックホルムの発電施設があった所で、この施設は元々のNKの建物を設計したボーベリの最初の主要な作品として知られていた。1971-73年にかけてスモーランドガタン（Smålandsgatan）の通りの一部が閉鎖されてビル街に改装されたときに建築家のベングト・リンドルース（Bengt Lindroos）の手で小規模な増築が行われた。ノーディスカ・コンパニー（NK）は20世紀の多くの人気のあるデザイン日用品を製造するデザイン会社の名称としても有名である。

## オーレンスによる買収
2009年3月25日にスウェーデンの主要なデパート・チェーンのオーレンス（Åhléns）が関連省庁の許可が下りればNKを買収すると公表した。買収価格は4億4,000万クローナで430名の従業員も含まれるといわれている。